# Edmond Simeoni
Edmond Simeoni (Corte, Córcega, 6 de agosto de 1934, Ajaccio 14 de diciembre de 2018) fue un médico y político nacionalista corso.
Es considerado como uno de los padres del nacionalismo corso con su hermano Max Simeoni. Milita en el autonomismo corso, más que independentista, que no considera viable económicamente a causa de la poca población de la isla. También condenó el uso de la violencia política. Con su hermano, fundó en julio de 1970 Acción Regionalista Corsa (ARC), rebautizada en 1973 Acción por la Renacimiento Corso
Juntos protagonizaron el 21 de agosto de 1975 los hechos de Aleria, primera acción violenta y espectacular del movimiento autonomista, cuando con 12 hombres armados con fusiles de cacería ocuparon una cava vitícola de un importante empresario local de origen pied-noir, para protestar contra la amenaza de arruinar centenares de pequeños viticultores. Eso provocó el asalto policíaco (1.200 efectivos) con vehículos blindados, por orden del ministro de interior Michel Poniatowski, aprobada por el primer ministro Jacques Chirac, y que provocó dos muertos y un herido. Por estos hechos, fue condenado a 5 años de prisión pero fue liberado bajo palabra en 1977. Después del incidente Simeoni se consolidó como uno de los referentes del movimiento corso y se involucró fuertemente en la defensa de la autonomía por vías pacíficas, es uno de los responsables que el movimiento soberanista corso abandonase toda estrategia que no fuera democrática y no-violenta hecho que le convirtió en un símbolo de la paz en la isla.
En las elecciones territoriales para la Asamblea de Córcega fue escogido consejero territorial como jefe de la lista Unione Naziunale, que obtuvo el 17,34% de los votos. 
Era padre de Gilles Simeoni, un de los cuatro abogados de Yvan Colonna sobre del procero del asesinato del prefecto Claude Érignac y candidato nacionalista moderado en Bastia a las elecciones legislativas de 2007 y a las municipales de 2008.
Simeoni se estebleció en Bastia y practicó medicina durante muchos años. Murió el 14 de diciembre de 2018 en Ajaccio. Miles de corsos fueron a su funeral para rendirle tributo.